# Moncheca elegans
Moncheca elegans är en insektsart som först beskrevs av Giglio-tos 1898.  Moncheca elegans ingår i släktet Moncheca och familjen vårtbitare. Inga underarter finns listade i Catalogue of Life.